# Nghị viện Vương quốc Scotland
Nghị viện Vương quốc Scotland (tiếng Scotland: Pairlament o Scotland; Tiếng Gael Scotland: Pàrlamaid na h-Alba; tiếng Anh: Parliament of Scotland) là cơ quan lập pháp của Vương quốc Scotland từ thế kỷ XIII cho đến năm 1707, khi Hiệp ước Liên minh với Vương quốc Anh được ký kết. Nghị viện phát triển vào đầu thế kỷ XIII từ Curia regis của các Giám mục và Bá tước, với Nghị viện đầu tiên được xác định là tổ chức vào năm 1235 dưới thời trị vì của Vua Alexander II, khi nó đã nắm giữ vai trò chính trị và tư pháp.
Là một thể chế đơn viện, trong phần lớn thời gian tồn tại của nó, Nghị viện bao gồm ba đẳng cấp giáo sĩ, quý tộc và thị dân. Đến những năm 1690, nó bao gồm giới quý tộc, lãnh đạo cấp quận Scotland, thị dân và nhiều quan chức nhà nước khác nhau. Nghị viện đã đồng ý tăng thuế và đóng một vai trò quan trọng trong việc quản lý luật pháp, chính sách đối ngoại, chiến tranh và thông qua một loạt bộ luật. Hoạt động thuế của nghị viện cũng được thực hiện bởi các tổ chức "chị em", chẳng hạn như Đại hội đồng hoặc Công ước về điền trang, cả hai đều có thể thực hiện nhiều công việc do Nghị viện xử lý, nhưng thiếu quyền lực và thẩm quyền tối cao của một Cơ quan lập pháp đầy đủ.
Nghị viện Vương quốc Scotland bị hoãn lại và giải tán vào năm 1707 sau khi Hiệp ước Liên minh giữa Scotland và Anh được phê chuẩn. Với việc thành lập Vương quốc Đại Anh vào ngày 1 tháng 5 năm 1707, Nghị viện của Scotland và Anh đã được kế thừa bởi Nghị viện Đại Anh mới. Theo Đạo luật Liên minh 1800, Nghị viện của Vương quốc Đại Anh và Nghị viện Ireland sáp nhập để trở thành Nghị viện của Quốc hội Vương quốc Liên hiệp Anh và Bắc Ireland.
Từ lâu được miêu tả là một cơ quan có khiếm khuyết về mặt hiến pháp và chỉ đóng vai trò như một con dấu cao su cho các quyết định của hoàng gia, nghiên cứu hiện đại đã phát hiện ra rằng Nghị viện Vương quốc Scotland đóng một vai trò tích cực trong các vấn đề của Scotland. Vào thế kỷ XV và đầu thế kỷ XVI, Nghị viện là một đối trọng mạnh mẽ đối với quyền lực của các vị vua Stewart. Nghị viện cung cấp lời khuyên và viện trợ cho các vị vua kế nhiệm, đồng thời phản đối thành công các chính sách hoàng gia không được lòng dân.